# Tătăranu
Tătăranu è un comune della Romania di 4 902 abitanti, ubicato nel distretto di Vrancea, nella regione storica della Muntenia.
Il comune è formato dall'unione di 5 villaggi: Bordeasca Nouă, Bordeasca Veche, Mărtinești, Tătăranu, Vâjâitoarea.